# Mel Kutbay
Mel Kutbay (* 9. Dezember 1927 in Istanbul; † 13. Dezember 2014) war ein türkischer Geräuschemacher beim Film. Der zuletzt in München lebende Kutbay galt als „bester Geräuschemacher Europas“.

## Leben und Wirken
Kutbay kam bereits als Schulkind zur Synchronarbeit. In türkischen Fassungen amerikanischer Filme war er beispielsweise die türkische Synchronstimme von Jackie Cooper. Kutbay blieb dem Synchronsprechen auch nach einer Ausbildung zum Journalisten, nach der er als Pressekorrespondent und Rundfunksprecher arbeitete, treu. Außerdem spielte Kutbay Rollen am staatlichen Theater. Nach einem Jahr Tätigkeit für das türkische Programm von Radio Kairo in Ägypten gelangte der Journalist in den 1960er Jahren auf einer Europareise nach München, wo er lebte und arbeitete.
Da Kutbay die deutsche Sprache nicht gut beherrschte, übernahm er in Deutschland Geräuschsynchronisationen beim Film, bald auch für weltberühmte Filme wie Das Boot (1981) und Der Name der Rose (1986).
1986 gründete Kutbay in München das erste Tonstudio, welches speziell auf Geräuschaufnahmen für den Film ausgerichtet war. Seine Firma Meloton synchronisierte zahlreiche weitere deutsche und ausländische Filmproduktionen, bisweilen aber auch Hörbücher.
Die Filmografie in der Internet Movie Database (IMDb) umfasst für den Zeitraum 1970 bis 2008 für Mel Kutbay 128 Titel, in denen er vor allem als Geräuschemacher verantwortlich zeichnete.